# Quốc huy Ukraina
Quốc huy Ukraina (tên phổ biến là tryzub (tiếng Ukraina: Тризуб)) gồm một cây đinh ba vàng nằm trên tấm khiên màu xanh lam. Biểu tượng bắt nguồn từ cây đinh ba phong ấn của Đại công xứ Kyiv đầu tiên Volodymyr.
Quốc hội Ukraina thông qua tiểu quốc huy ngày 19 tháng 2 năm 1992. Nó được thiết kế bởi Andriy Grechylo, Oleksii Kokhan và Ivan Turetskyi và được vẽ lên Hiệu kỳ Tổng thống. Điều 20 của Hiến pháp Ukraina quy định đại quốc huy phải bao gồm tiểu quốc huy và quốc huy của Cossack Hetmanate. Mặc dù Ukraina đã tổ chức một số cuộc thi chọn đại quốc huy, nhưng không cái nào trong số chúng được chấp thuận.
Năm 1917, nhà sử học Ukraina Mykhailo Hrushevskyi đề xuất sử dụng cây đinh ba làm biểu tượng quốc gia (cùng với các biến thể khác, bao gồm một cây nỏ, một cây cung hoặc hiệp sĩ vác súng hỏa mai, tức là những hình ảnh mang ý nghĩa lịch sử, văn hóa đại diện cho Ukraina). Vào ngày 25 tháng 2 năm 1918, Tsentralna Rada (quốc hội) đã thông qua nó làm quốc huy của Cộng hòa Nhân dân Ukraina.
Trong thời kỳ Xô viết 1919–1991 và độc lập từ năm 1991–1992, quốc huy Ukraina có hình búa liềm trên mặt trời tỏa nắng, tương tự quốc huy của Nga Xô viết và Liên Xô.